# BTEX
BTEX es un acrónimo que significa benceno, tolueno, etilbenceno y xileno. Estos compuestos forman parte de los compuestos orgánicos volátiles (COV) que se encuentran en los derivados del petróleo, tales como la gasolina. El tolueno, el etilbenceno y el xileno producen efectos nocivos sobre el sistema nervioso central.
Los compuestos BTEX son tristemente célebres debido a la contaminación del suelo y de las aguas subterráneas. La contaminación normalmente se produce cerca de refinerías de petróleo y gas natural, gasolineras, y otras zonas con tanques de almacenamiento subterráneo (UST) o tanques sobreelevados de almacenamiento (AST), que contienen gasolina u otros productos derivados del petróleo.
El equivalente de "BTEX Total" es la suma de las concentraciones de cada uno de los constituyentes del BTEX y se utiliza a veces para ayudar en la evaluación del riesgo relativo o importante de sitios contaminados y la necesidad de descontaminar tales lugares. También el Naftaleno pueden incluirse en los análisis de "BTEX Total" dando resultados que hacen referencia al BTEXN. De la misma manera, el estireno es a veces añadido, dando como resultado el BTEXS.